# Onna-bugeisha
Onna-musha (女武者) ou conhecidas erroneamente como Onna-bugeisha (女武芸者) é a denominação da mulher japonesa com treinamento em artes marciais e armas para combate. O treinamento incluia o manuseio da lança naginata e a adaga kaiken e a arte marcial tantōjutsu. Como classe de guerreira, a onna-bugeisha foi comum até o período Sengoku, no qual o status da mulher japonesa mudou de acordo com a filosofia neoconfuciana. Durante o Xogunato Tokugawa ainda havia treinamento regular para as mulheres, embora o papel fosse somente de defesa do lar e proteção pessoal. A classe deixou de existir a partir da Restauração Meiji. As mais conhecidas guerreiras foram a Imperatriz Jingū, Tomoe Gozen, Hangaku Gozen e Nakano Takeko.

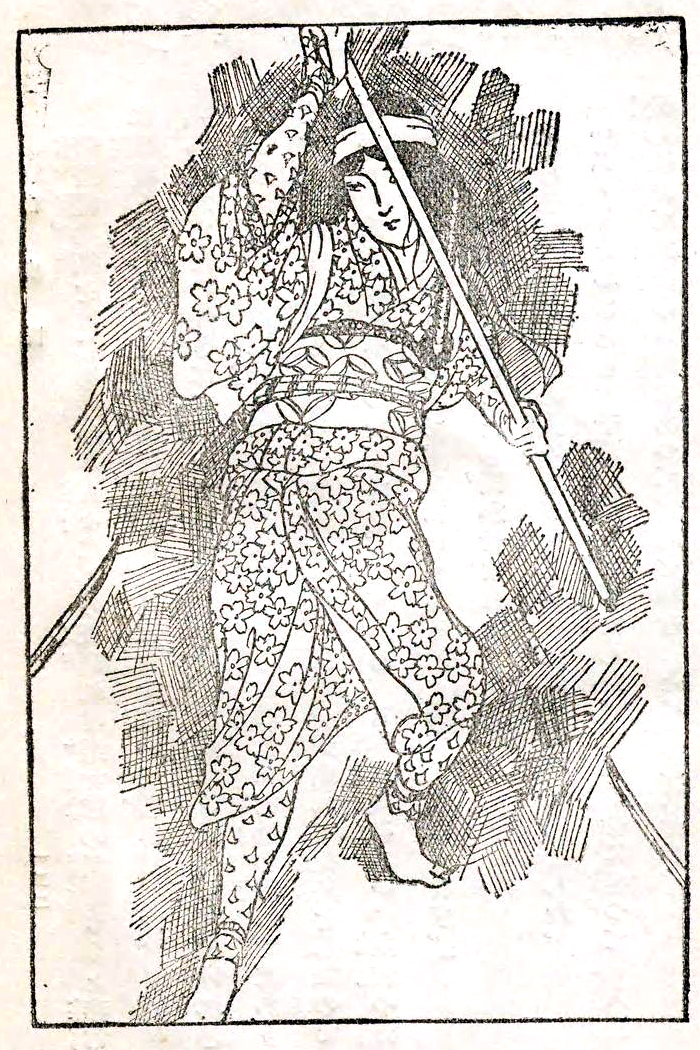
Onna musha manuseando uma lança naginata.

O principal propósito de uma Onna-musha era de garantir a segurança de suas casas de vândalos e invasores, tomando ênfase no uso de armas de longo alcance que pudessem ser disparadas de estruturas defensivas. Não só isso, ao longo dos anos o uso da Naginata foi sendo associado à figura de mulheres guerreiras no Japão graças às Onna-musha.